# Pierre Aigrain
Pour les articles homonymes, voir Aigrain.
Pierre Aigrain, né le 28 septembre 1924 à Poitiers et mort le 30 octobre 2002 à Garches, est un scientifique et homme politique français. 
Il fut secrétaire d'État chargé de la recherche sous la présidence de Valéry Giscard d'Estaing.

## Biographie
Fils d'un ingénieur, Marius Aigrain, originaire de Poitiers et qui fut un temps le président de la fédération mosellane du Parti social français avant 1940, Pierre Aigrain fait des études secondaires à Metz puis des études supérieures à l'École navale de 1942 à 1945. En 1945, il devient à 21 ans officier de marine et est envoyé étudier aux États-Unis à Norfolk en Virginie, et devient enseigne de vaisseau à Memphis. En 1946 il est admis à l'Institut de technologie Carnegie à Pittsburgh, pour préparer une maîtrise. 
Il rejoint alors le département de génie électrique, où le professeur F. M. Williams lui obtient un poste d'associé de recherche pour préparer  un doctorat en électrotechnique, diplôme qu'il obtient en 1948. À l'Institut de technologie Carnegie, il rencontre en septembre 1948 Claude Dugas, envoyé par Yves Rocard grâce à une bourse du CNRS travailler chez Frederick Seitz (chef du département de physique). C'est pendant ses études à Pittsburgh qu'il rencontre sa future femme Francine Bogart (décédée en 2009), qu'il épouse le 12 février 1947 à New-York. De retour en France il est affecté au laboratoire de physique de l'École normale supérieure, dirigé par Yves Rocard, en tant qu'adjoint technique au directeur du Centre de recherches scientifiques de la Marine (1948-1949). Il travaille sur la physique du transistor au germanium. 
Il est ensuite ingénieur du Commissariat à l'énergie atomique durant l'année 1949-1950, puis assistant du Collège de France (chaire de physique théorique de Jean Laval nouvellement nommé) de 1950 à 1951, puis à nouveau ingénieur du Commissariat à l'énergie atomique de 1951 à 1952. Il obtient, à 26 ans, le doctorat ès sciences physiques en 1950 à la faculté des sciences de l'université de Paris et crée au sein du laboratoire de physique de l'École normale supérieure, avec Claude Dugas, une petite équipe de recherche sur les semi-conducteurs qui devient ensuite le laboratoire de physique des solides de l'École, laboratoire qu'il dirigera jusqu'en 1965. Pierre-Gilles de Gennes y prépare son diplôme d'études supérieures. En 1952, âgé de 28 ans, il démissionne de la Marine nationale et devient, à titre provisoire, maître de conférences de physique théorique à la faculté des sciences de l'université de Lille, tout en restant affecté au laboratoire de physique de l'École normale supérieure où il est également chargé de conférences en 1952-1953. Il devient le 1er octobre 1954, à l'âge de 30 ans, maître de conférences à titre permanent à la faculté des sciences de l'université de Paris pour l'enseignement du certificat PCB (en parallèle avec Maurice Curie, Jean-Paul Mathieu et André Guinier, puis Paul Soleillet et Jean Brossel). Il obtient le titre de professeur sans chaire le 1er janvier 1957) et il est nommé professeur titulaire de la chaire d'électrotechnique le 1er octobre 1958 à la retraite de Marcel Pauthenier, puis transféré dans la chaire d'énergétique le 1er octobre 1963. Il participe également en 1955 à la création du certificat de 3e cycle de physique des solides avec Jacques Friedel et André Guinier, et à celui de physique atomique et statistique avec Jean Brossel, Alfred Kastler, Jacques Yvon, Pierre-Gilles de Gennes et Claude Cohen-Tannoudji.
Le 12 décembre 1958, il est l'un des 12 premiers sages reçus par le général de Gaulle pour lancer la Délégation générale à la recherche scientifique et technique. De 1961 à 1965, il est directeur scientifique de la direction des recherches et moyens d'essais au ministère des armées, puis directeur des enseignements supérieures (Philippe Olmer, alors directeur de l'École supérieure d'électricité, lui succède), au titre duquel il entreprend en 1966 la réforme des premier et deuxième cycles universitaires (réforme Fouchet). Le 1er février 1968 il est nommé délégué général à la recherche scientifique et technique (après le départ d'André Maréchal, qui succède brièvement à Philippe Olmer à la direction de l'École supérieure d'électricité), fonctions qu'il quitte en 1973. De 1974 à 1978, puis de 1981 à 1982, il est directeur technique général chez Thomson. Du 6 avril 1978 au 22 mai 1981, il est secrétaire d’État auprès du Premier ministre chargé de la recherche dans le 3e gouvernement de Raymond Barre. Il est élu membre de l'Académie des sciences en 1988.
Convaincu que la métrologie n’avait pas une place suffisante dans le paysage français, et que celle-ci avait besoin d’avoir une véritable identité, en 1969 avec l’aide de Georges Denègre, il a été l’initiateur de la création du Bureau national de métrologie (BNM), organisme interministériel chargé de fédérer la métrologie française, aujourd'hui intégré au Laboratoire national de métrologie et d'essais (LNE)
En 1982, il devient le conseiller scientifique d'Alain Gomez à la tête de Thomson-CSF et l'un des membres fondateurs et Président de l'association de Coopération industrielle France-Taïwan - Djakarta / OCIFA, fondée en 1987. Au cours de ses dix années d'existence, cette micro structure composée de quatre experts opérationnels a notamment permis à une cinquantaine d'entreprises françaises de s'établir durablement dans cette zone géographique sans délocalisation d'activité en Europe. Les Experts délégués par OCIFA ont initié une centaine d'alliances industrielles stratégiques fruit d'une coopération entre les secteurs public et privé des pays engagés dans ce programme.

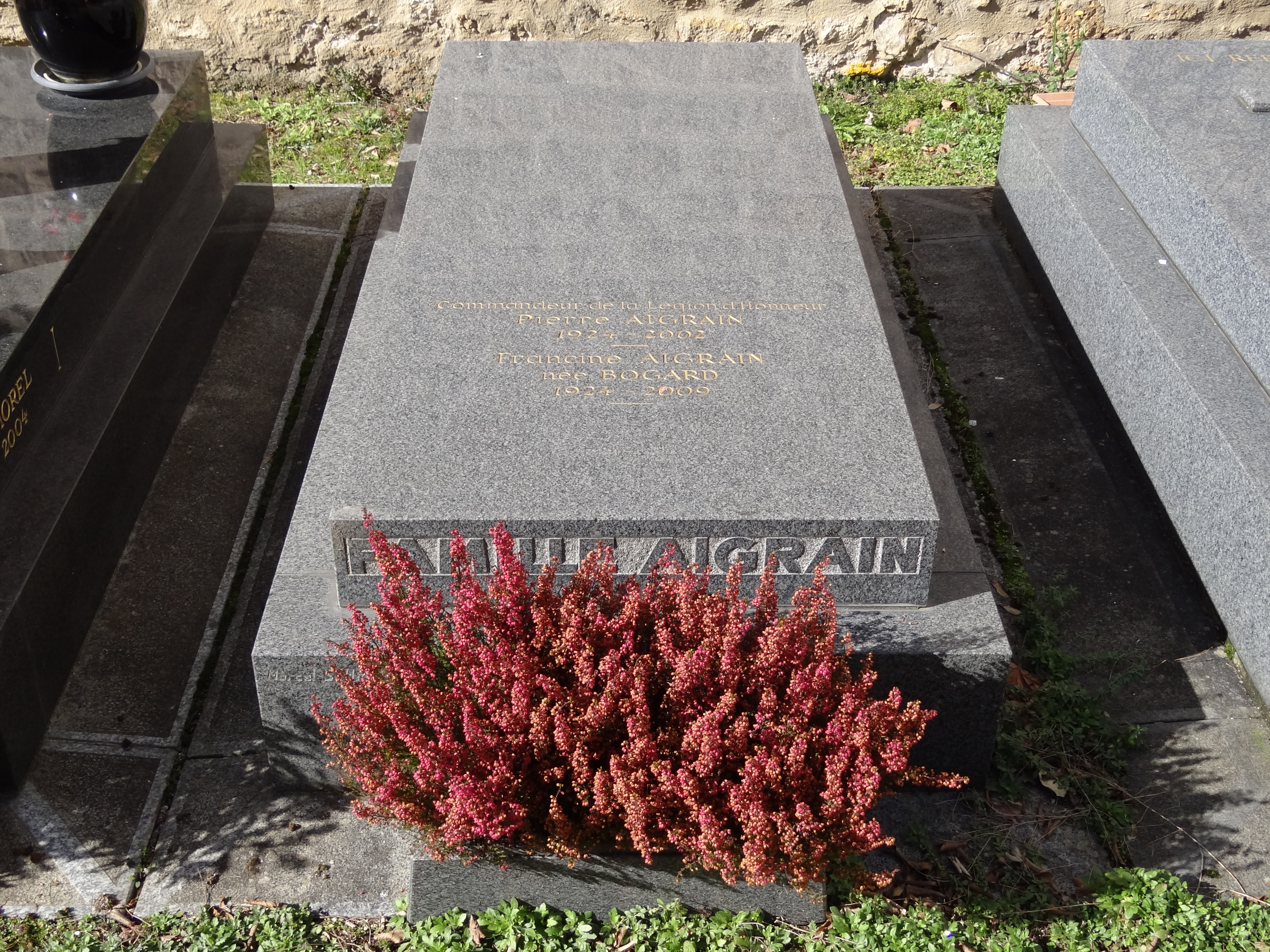
La tombe de Pierre Aigrain au cimetière d'Auteuil à Paris.

Aigrain a reçu un doctorat honorifique de l'Université Heriot-Watt en 1987

## Décoration
- Chevalier de l'ordre du Mérite agricole (1966)[8]

## Citations
Pierre Aigrain commence la première page du premier chapitre de son livre Simples propos d'un homme de science par ces mots :

« MON MÉTIER a un nom : la science. Pure, appliquée ou industrielle, c'est toujours de science que je me suis occupé, tant en chercheur qu'en administrateur. »

## Œuvres
- Simples propos d'un homme de science, éditions Hermann, 1983,  (ISBN 2-7056-5957-9)

## Distinctions
- Prix Louis Ancel en 1951[9]
- Lauréat en 1957 de la médaille Blondel décernée par la Société de l'électricité, de l'électronique et des technologies de l'information et de la communication[10].